# Zygmunt Haduch
Zygmunt Haduch fue un  profesor de nacionalidad polaca de la (Universidad de Monterrey). Sus áreas de especialidad eran materiales, tribología y metalurgia.

## Nacimiento e infancia
Zygmunt Haduch nació en Plowce, Polonia en 1940. A la edad de seis años se vio en la necesidad de ocultarse de los soldados nazis en los bosques de Polonia. Su padre le transmitió su interés por la mecánica y le enseño a hacer funcionar un motor de combustión interna con gas natural.

## Educación
Licenciatura: Técnico Mecánico en la (Escuela Técnica de Sanok)
Licenciatura: Ingeniería Mecánica en el (Politécnico de Cracovia)
Maestría: Máquinas Pesadas en el Politécnico de Cracovia
Doctorado: Doctor en Ciencias Técnicas en el Politécnico de Cracovia

## Vida en México
En 1985 llegó a la Ciudad de México por una oferta de trabajo con un contrato que tenía una duración de dos años, pero después decidió quedarse por tiempo indefinido en el país. Aprendió los hábitos y costumbres de México, conoció a la gente y después se mudó a Saltillo, Coahuila donde vivió en la casa de los hermanos lasallistas. Empezó a dar clases en el (Instituto Tecnológico de Saltillo) y perfeccionó el español.
En 1990 se mudó a Monterrey para dar clases en la Universidad de Monterrey (UDEM) donde fue profesor durante 23 años del Departamento de ingeniería e impartiendo las materias de Ingeniería de Materiales, Procesos de Manufactura, Laboratorio de Ingeniería de Materiales y Laboratorio de Mecánica.

### Vida personal
Se casó con Agata Michalska quien es profesora en el Instituto Tecnológico y de Estudios Superiores de Monterrey (ITESM) del Departamento de Mercadotecnia y Negocios Internacionales y tuvo tres hijas: Eva, Joanna y Margarita.

### Polaco en México
Fue un  activista polaco y fue reconocido como polaco notable residente en México. Además era el vicepresidente y socio fundador de la Unión de Sociedades Polacas de Latinoamérica (USOPAL).

## Premios y reconocimientos
- ProMagistro Roberto Garza Sada Premio que otorga la Universidad de Monterrey a los maestros por su excelencia académica y vivencia de valores (UDEM, 2011)
- Profesor Investigador Nivel III del Sistema Nacional de Investigadores[4]

## Defunción
Falleció el 31 de enero de 2015. Su funeral se llevó a cabo en Plowce, Polonia el 5 de julio de 2015.

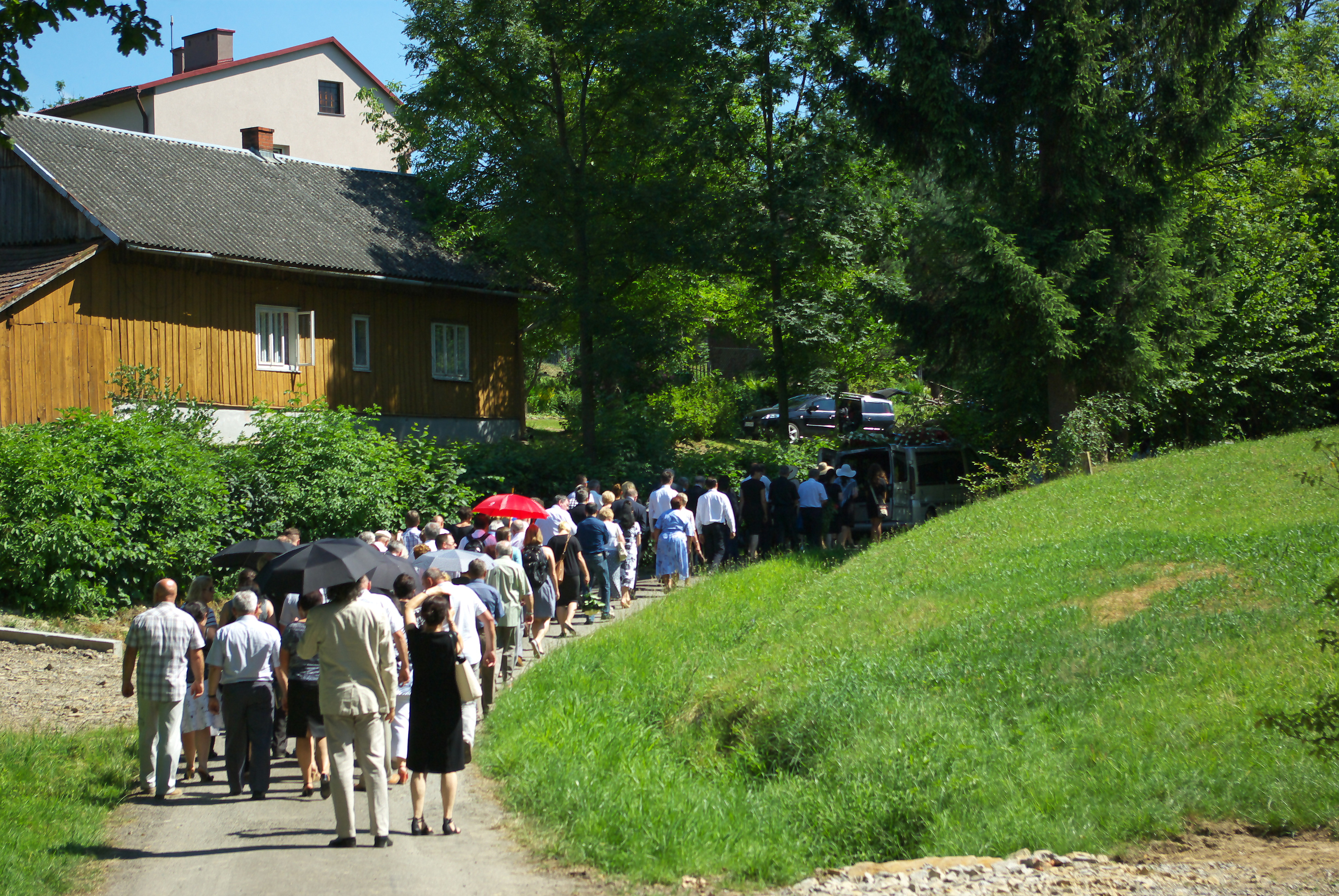
Personas allegadas a Haduch le dan el último adiós.

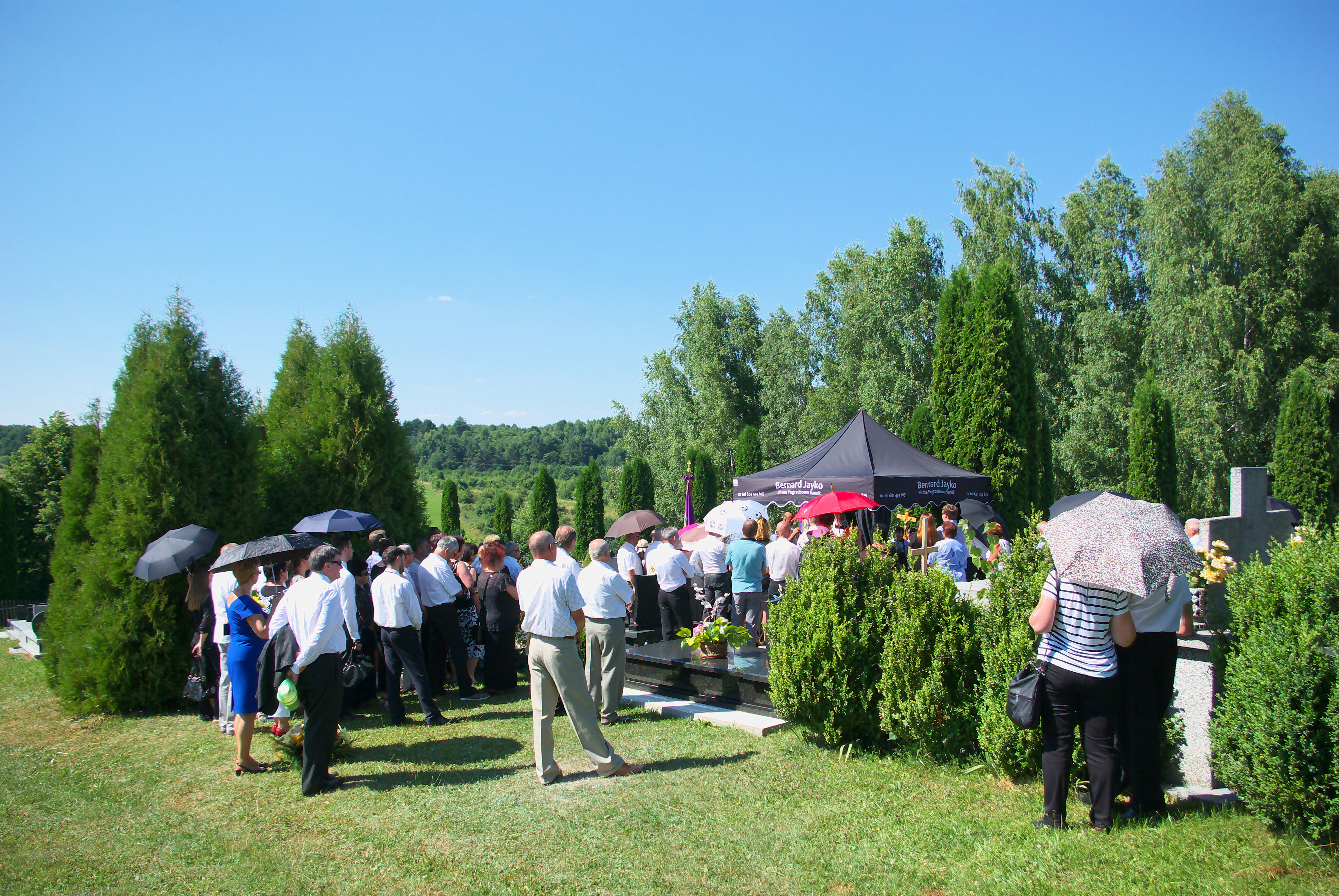
Funeral Zygmunt Haduch en Plowce, Polonia.

### Después de su muerte
Estudiantes de la UDEM transformaron un carro chatarra Tsuru de combustión interna en un vehículo ecológico libre de gasolina que opera con un motor eléctrico impulsado por baterías. El carro fue nombrado Zygmunt en honor al profesor.